# DIP Presents the Upsetter
D.I.P Presents the Upsetter è una raccolta di brani reggae del periodo 1973-1975, prodotta da Lee "Scratch" Perry e pubblicata su LP nel 1975 dall'etichetta discografica DIP.

## Tracce

### Lato A
1. Enter the Dragon - The Upsetters
2. I Don't Mind - Sam Carty
3. Cane River Rock - The Upsetters
4. I Man Free - King Burnett
5. Jamaican Theme - The Upsetters
6. Time - The Upsetters

### Lato B
1. Jump It - Leo Graham
2. Life Is a Flower - Sam Carty
3. Have Some Fun - The Gaylads
4. Nature Man - The Gaylads
5. Dub a Pum Pum - The Silvertones
6. Kung Fu Man - Linval Spencer (aka Linval Thompson)